# Route nationale 548
Pour les articles homonymes, voir Route 548.
La route nationale 548 ou RN 548 était une route nationale française reliant Sisteron (Alpes-de-Haute-Provence) à la RN 542 près du Plan, sur la commune de Châteauneuf-de-Chabre (Hautes-Alpes).
La RN 548 était établie dans la vallée du Buëch dont elle suivait constamment la rive droite.
À la suite de la réforme de 1972, elle a été déclassée en RD 948.

## Ancien tracé de Sisteron à Châteauneuf-de-Chabre (D 948)
- Sisteron (km 0)
- Ribiers (km 9)
- RN 542 (km 15)